# Tour de Vada
La tour de Vada (en italien : Torre di Vada), est une ancienne tour côtière située dans le hameau de Vada, une frazione de la commune de de Rosignano Marittimo, dans la province de Livourne en Toscane,.

## Historique
La tour a des origines médiévales. En fait, elle a été construite à la fin du XIIIe siècle par les Pisans pour avertir les marins des dangereux bas-fonds de Vada et repérer tout type de menace venant de la mer.
Par la suite, après la chute de la république de Pise, la tour passa aux Florentins, qui la restaurèrent au XVe siècle et en firent partie intégrante du système d'observation situé le long de la côte toscane au sud de Livourne.
De là, une très grande étendue de mer devait être surveillée, entre la tour de Castiglioncello, au nord, et la tour située à l'embouchure du fleuve Cecina (aujourd'hui Villa Ginori), au sud. Le contact visuel avec les autres ouvrages défensifs permettait de signaler tout danger, tandis que les cavaliers devaient inspecter toute la côte, se déplaçant de tour en tour.
L'édifice ancien était entouré d'un puissant contrefort et, vers le milieu du XVIIIe siècle, des chroniques décrivent la présence de douves et d'un pont-levis, dont il ne reste aujourd'hui aucune trace.
De plus, à côté de la structure se trouvait un vaste garde-manger, composé de plusieurs pièces, d'un four, d'une écurie et d'une chapelle ; ici le châtelain et la garnison trouvèrent logement, tandis que dans la tour elle-même les espaces étaient limités, mais suffisants pour conserver quelques pièces d'artillerie.
Au XIXe siècle, après avoir épuisé ses fonctions militaires, elle continua à fonctionner comme phare jusqu'en 1979, à tel point que vers 1950, le toit du pavillon fut démoli pour installer un phare plus grand. Restaurée par la suite, la tour abrite aujourd'hui le Laboratoire d'éducation à l'environnement et peut être visitée lors d'événements culturels.

## Description
Située près de la Chiesa di San Leopoldo Re (it), à une courte distance de la côte, la tour de Vada a un plan carré, délimité par des contreforts massifs sur presque toute sa hauteur.
L'intérieur est divisé en cinq niveaux, y compris le plancher de toiture exploitable. La partie supérieure, rehaussée après-guerre, a été restaurée entre 1990 et 1995.

## Galerie

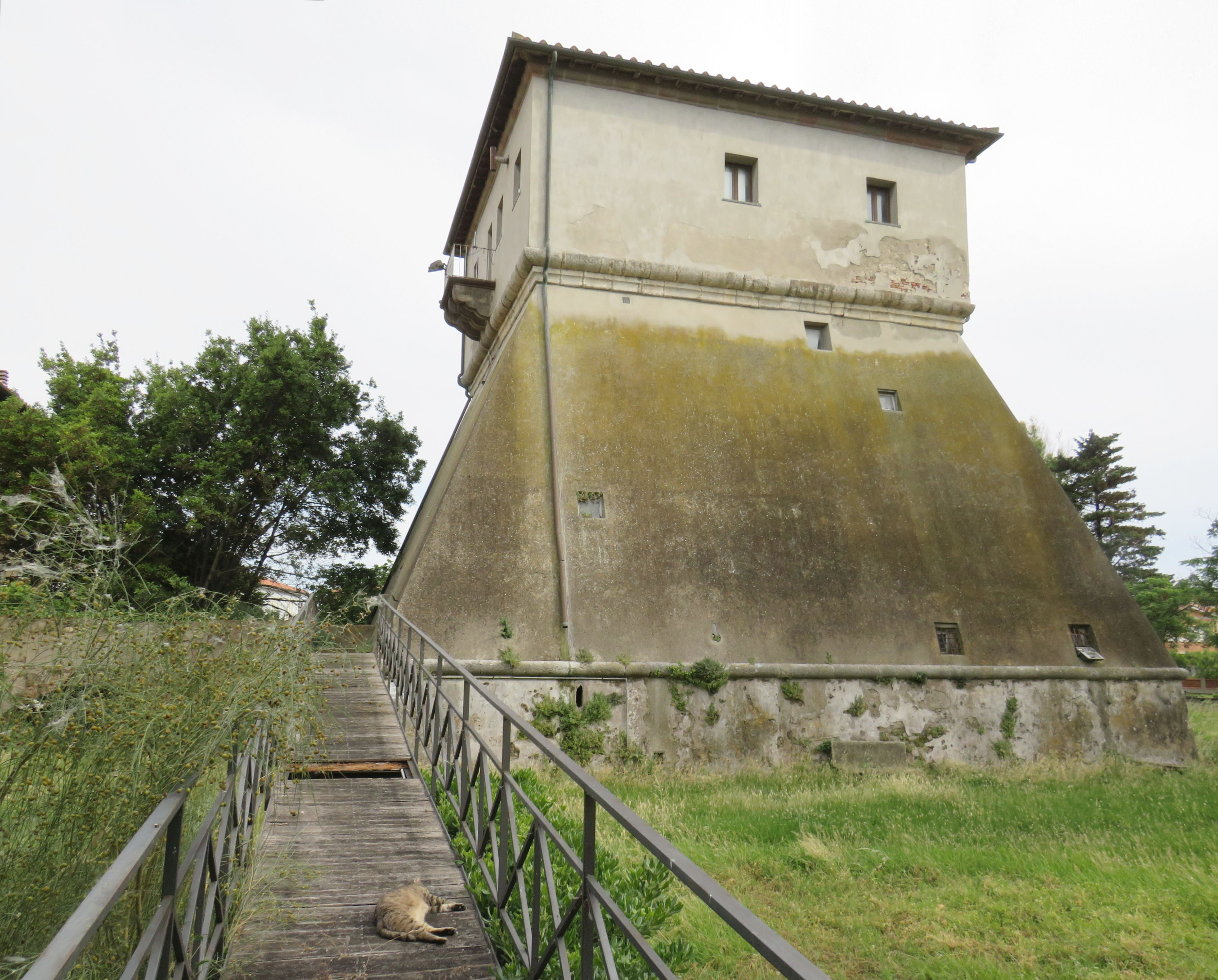
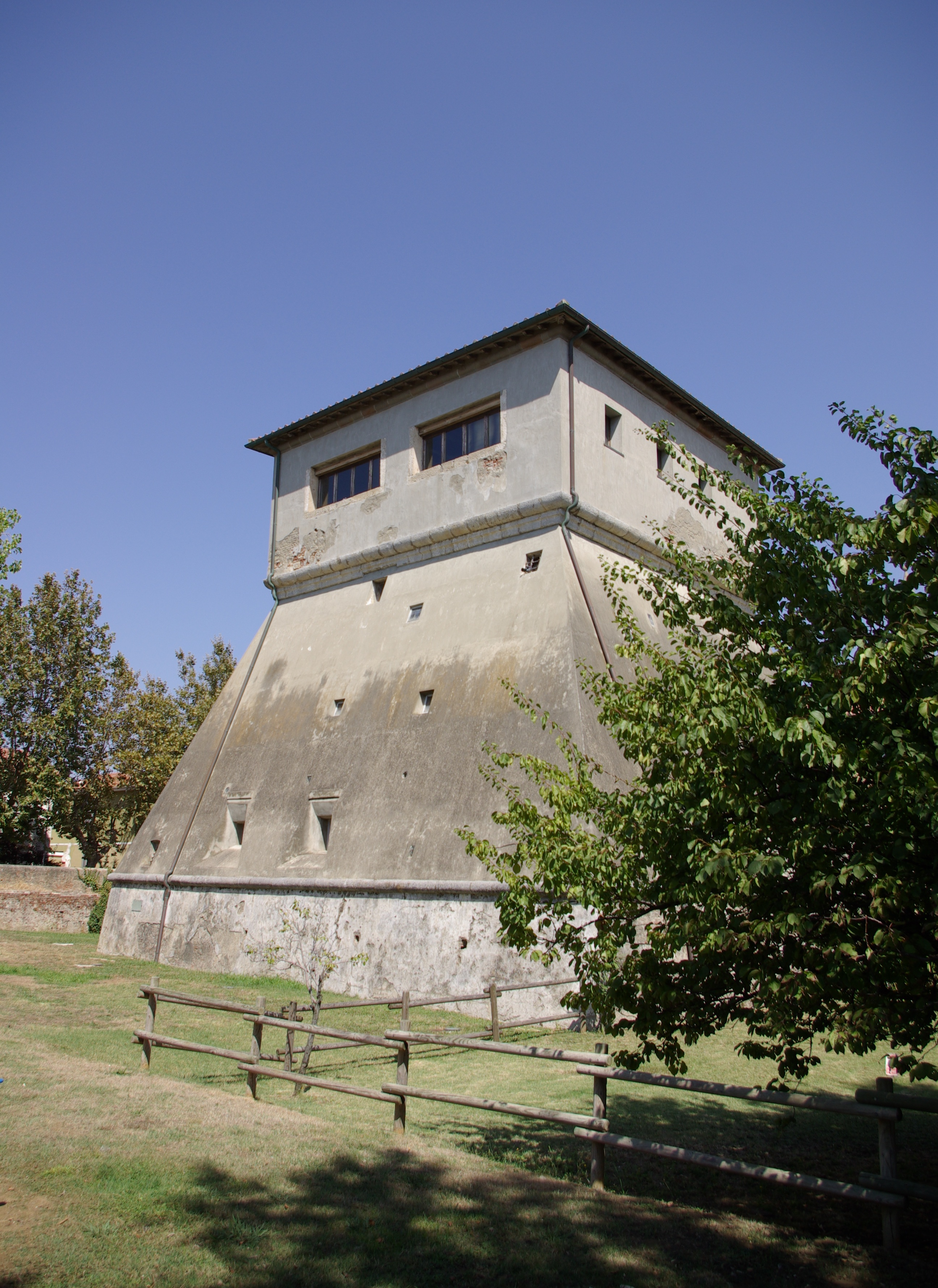